# Алашское плато
Ала́шское плато́ — горный массив в Туве высотой до 3129 метров (гора Бай-Тайга в одноимённом подмассиве). В среднем высота массива составляет 1500—2000 метров. На склонах — каменистые степи и лиственничная тайга. Алашское нагорье является частью горной системы Западный Саян.
Алашское плато — крупный горный узел, расположенный в юго-западной части центральной полосы Западного Саяна. Его рельеф расчленён реками бассейна Енисея: Алаш, Ак-Суг, Хонделен и их притоками. Наивысшими точками являются куполообразные гольцы Бай-Тайга (3129 м) и Кызыл-Тайга (3121 м). Климат резко континентальный, отличается большими амплитудами колебаний суточных и годовых температур. Количество осадков на наветренных склонах достигает 1000 мм в год, а подветренные склоны получают наименьшее количество осадков — 200—300 мм в год, находясь в «дождевой тени».